# Associazione Porte Aperte
Porte Aperte è una missione cristiana che aiuta e supporta i cristiani perseguitati a causa della loro fede. Opera in più di 60 paesi dove il cristianesimo è scoraggiato o oppresso. Porte Aperte si occupa principalmente della diffusione della Bibbia e di libri e materiale evangelico ma informa anche i volontari riguardo alla chiesa perseguitata tramite video e/o riviste. La sede internazionale si trova in Ermelo, nei Paesi Bassi ma c'è un ufficio anche negli Stati Uniti; si trova a Santa Ana, California.

## Storia
Porte Aperte fu fondata nel 1955 dall'olandese Andrew van der Bijl, anche noto come Fratello Andrew e autore del libro God's Smuggler (in italiano Contrabbandiere di Dio), quando seppe che dei cristiani in Polonia (al tempo comunista) avevano disperatamente il desiderio di avere delle Bibbie. Cominciò quindi a contrabbandare Bibbie nei paesi dell'Europa orientale. Il lavoro di Porte Aperte diventava sempre più esteso e si diffuse anche in altre parti dell'Europa.
Il 18 giugno 1981 Porte Aperte giunge la Cina consegnando oltre un milione di bibbie dove furono consegnate a 10.000 cinesi cristiani nella spiaggia di Shantou, nel sud della Cina, dove furono poi sparse per la Cina..
Nel 1988, Porte Aperte sfrutta Glasnost come opportunità per fornire alla Chiesa ortodossa russa un milione di Bibbie spendendo $2.5 milioni. Porte Aperte si è unita al network Società Bibliche Unite per completare la missione in poco più di un anno.
Il 27 agosto 2007, Porte Aperte raggiunge 27 uffici in diversi paesi.
Nel 2010, 428.856 persone di 70 paesi diversi firmano la petizione sui diritti globali di Porte Aperte dicendo sì alla libertà di religione e no alla Diffamazione delle religioni. La petizione è stata presentata alle Nazioni Unite a New York il 6 Dicembre 2010.
Nel 2011, Porte Aperte ha consegnato più di 3,1 milioni di bibbie, bibbie per bambini, materiale di formazione cristiana e altri materiali cristiani in quasi 50 paesi; ha formato circa 263.500 persone in tutto il mondo ed aiutato 172.000 di persone attraverso progetti di sviluppo comunitario.

## Lavoro Corrente
Porte Aperte conduce i seguenti lavori in molti paesi:
- Consegna di Bibbie e di altro materiale cristiano;
- Formazione di pastori e discepoli;
- Conduzione di seminari sulla vita cristiana e sulla famiglia cristiana.. "Rimanere forti nella tempesta" è il seminario che usano per insegnare alle chiese come sopravvivere alla persecuzione;
- Corsi basati sulla Bibbia;
- Formazione e afornitura di attrezzatura professionale per aiutare a guadagnarsi da vivere alle vedove, alle famiglie di prigionieri cristiani, agli sfollati e ai disoccupati;
- Supporto legale e spirituale e conforto emotivo ai prigionieri e alle loro famiglie;
- Finanziamento e fornitura di materiali ai pastori, alle chiese e alle scuole Bibliche;
- Fornitura di macchine da scrivere, radio, lettori di cassette e di audio/video e fotocopiatrici;
- Sponsorizzazione di scuole bibliche, riconciliazione dei ministeri e centri di rifugio per cristiani rifugiati, vedove e orfani.

## World Watch List
Ogni anno Porte Aperte redige una classifica dei Paesi in cui i cristiani sono più perseguitati. Viene organizzata in base a una metodologia qualitativa sulla base dell'opinione di esperti e attivisti.
Gli stati con una persecuzione considerata "estrema" nel 2021 erano:

1. Corea del Nord
2. Afghanistan
3. Somalia
4. Libia
5. Pakistan
6. Eritrea
7. Yemen
8. Iran
9. Nigeria
10. India
11. Iraq